# Madonna col Bambino (Signorelli)
La Madonna col Bambino è un dipinto a tempera su tavola di Luca Signorelli, databile al 1492-1493 circa e conservato nell'Alte Pinakothek a Monaco di Baviera. 

## Descrizione e stile
L'opera è un esempio significativo delle riflessioni dell'artista sul tema del tondo, frequenti in quegli anni. Si trattava di un esercizio tipicamente fiorentino in cui una serie di personaggi, solitamente una Sacra Famiglia o una Madonna col Bambino magari con angeli e/o santi, erano circoscritti nel cerchio cercando di ottenere una piacevole valorizzazione della forma attraverso il vario disporsi dei personaggi.
Quest'opera è dominata al centro dalla monumentale figura di Maria, che si volta verso sinistra in adorazione del figlio. Egli sta in piedi appoggiandosi alle gambe della madre ed alza una mano, senza benedire. Spicca la forte accentuazione plastica del panneggio e la vivacità del colore (sebbene intonato soprattutto negli incarnati a una tavolozza un po' ridotta e cinerina, tipica di Signorelli), che danno alla Vergine una forza quasi scultorea, come a sbalzarla fuori dalla cornice, verso lo spettatore.
A destra chiude la composizione un ignudo che si toglie una scarpa, citazione antiquaria dello Spinario fiorentino, che andava incontro agli interessi culturali delle élite dell'epoca legate alla cerchia medicea. 
Il paesaggio, con la quinta rocciosa e i chiarissimi picchi in lontananza, omaggia Leonardo e la sua prospettiva aerea.